# Wiktor Grün
Wiktor Grün (zm. 31 stycznia 1907 w Warszawie) – wysoki urzędnik policji warszawskiej w czasach zaboru rosyjskiego.

## Życiorys
Pochodził z zamożnej wielodzietnej rodziny żydowskiej. Ojciec był właścicielem kamienicy przy ulicy Dzikiej oraz doktorem – członkiem komisji lekarskiej dla poborowych.
Wiktor Grün początkowo pracował jako urzędnik w magistracie, następnie (po śmierci ojca) przeszedł do pracy w warszawskim Urzędzie Śledczym. Wspiął się po stopniach policyjnej kariery, od skromnego funkcjonariusza po Zastępcę Naczelnika Urzędu Śledczego – stanowisko to piastował jeszcze w końcu XIX w. Wskutek afery o łapownictwo wszczętej przez jednego z warszawskich inżynierów zdjęty z urzędu i osadzony w areszcie (wg wiarygodnych opinii był niewinny). Następnie ułaskawiony przez cara Mikołaja II podczas jego pobytu w Spale i przywrócony jako urzędnik kontraktowy do Urzędu Śledczego.
Od 1905 szef referatu do spraw politycznych. Zasłynął aresztowaniami młodych socjalistów-rewolucjonistów (często Polaków), których przekazywał władzom rosyjskim. Po aresztowaniu jedenastu żydowskich działaczy socjalistów-demokratów organizacja ta wydała na niego wyrok śmierci. Przypuszczalnie od tego momentu współpracował z socjalistami-demokratami, ponieważ liczba aresztowań wyraźnie spadła.
31 stycznia 1907 Grün został rozstrzelany przez bojówkę PPS podczas wychodzenia z łaźni. Według innych relacji utonął w Wiśle podczas pościgu za socjalistami po wyjściu z łaźni.
Grün słynął z wystawnego trybu życia, nie stronienia od alkoholu. W pracy zatrudniał licznych konfidentów.
Osobie Wiktora Grüna przypisywano wiele przestępstw, prześladowań i działań poza granicami prawa. Jego postać wzbudzała liczne kontrowersje. Już w 1907 powstała książka fabularna na jego temat, w którym jego imię i nazwisko zmieniono na Hektor Blau. Bardzo negatywnie postać przedstawił Jan Sokolicz-Wroczyński w 1927, natomiast raczej pozytywnie jego dawny podwładny Ludwik Marian Kurnatowski w 1934.